# امامزاده سید محمد دیزیچه
امامزاده سید محمد دیزیچه مربوط به دوره صفوی - دوره قاجار - دوره پهلوی است و در شهرستان مبارکه، بخش مرکزی، شهر دیزیچه، خیابان طالقانی شمالی واقع شده و این اثر در تاریخ ۶ اسفند ۱۳۸۵ با شمارهٔ ثبت ۱۷۴۶۹ به‌عنوان یکی از آثار ملی ایران به ثبت رسیده است.